# Sara Eliasson
Sara Marianne Hellström, tidigare Eliasson, född 13 oktober 1992, är en svensk före detta fotbollsspelare som under sin karriär bland annat spelade för Piteå IF i Damallsvenskan. Hon spelade även 41 u-landskamper med det svenska landslaget.

## Karriär
Inför säsongen 2010 gick Eliasson från Alviks IK till Piteå IF. Hon spelade 49 damallsvenska matcher med Piteå IF under åren 2011–2013. I augusti 2013 lämnade Eliasson klubben och avslutade sin elitsatsning. Därefter spelade hon mellan 2013 och 2015 för Älvsby IF i Division 1 och Division 2. Eliasson gjorde även en comeback för klubben i Division 3 2018.